# فراسيون أليسون
فراسيون أليسون (باللاتينية: Marrubium alysson) نوع نباتي من جنس الفراسيون يتبع الفصيلة الشفوية.

## الموئل والانتشار
موطنها بلاد الشام ومصر والمغرب العربي وإسبانيا وإيطاليا.

## مرادفات للاسم العلمي
- (باللاتينية: Beringeria plicata (Forssk.) Raf.)
- (باللاتينية: Marrubium plicatum Forssk.)
- (باللاتينية: Marrubium alysson var. plicatum (Forssk.) Nyman)